# آلة حجرية

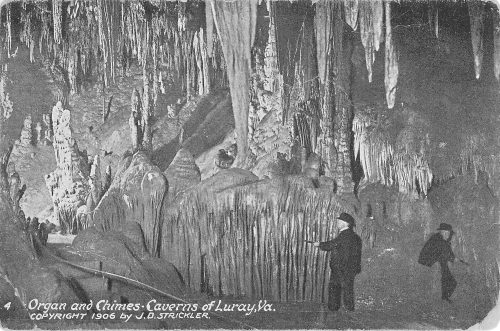
هذه البطاقة البريدية من سنة 1906 تبين طريقة الأداءات الموسيقية لآلات الحجرية في كهوف لوراي في فيرجينيا، الولايات المتحدة

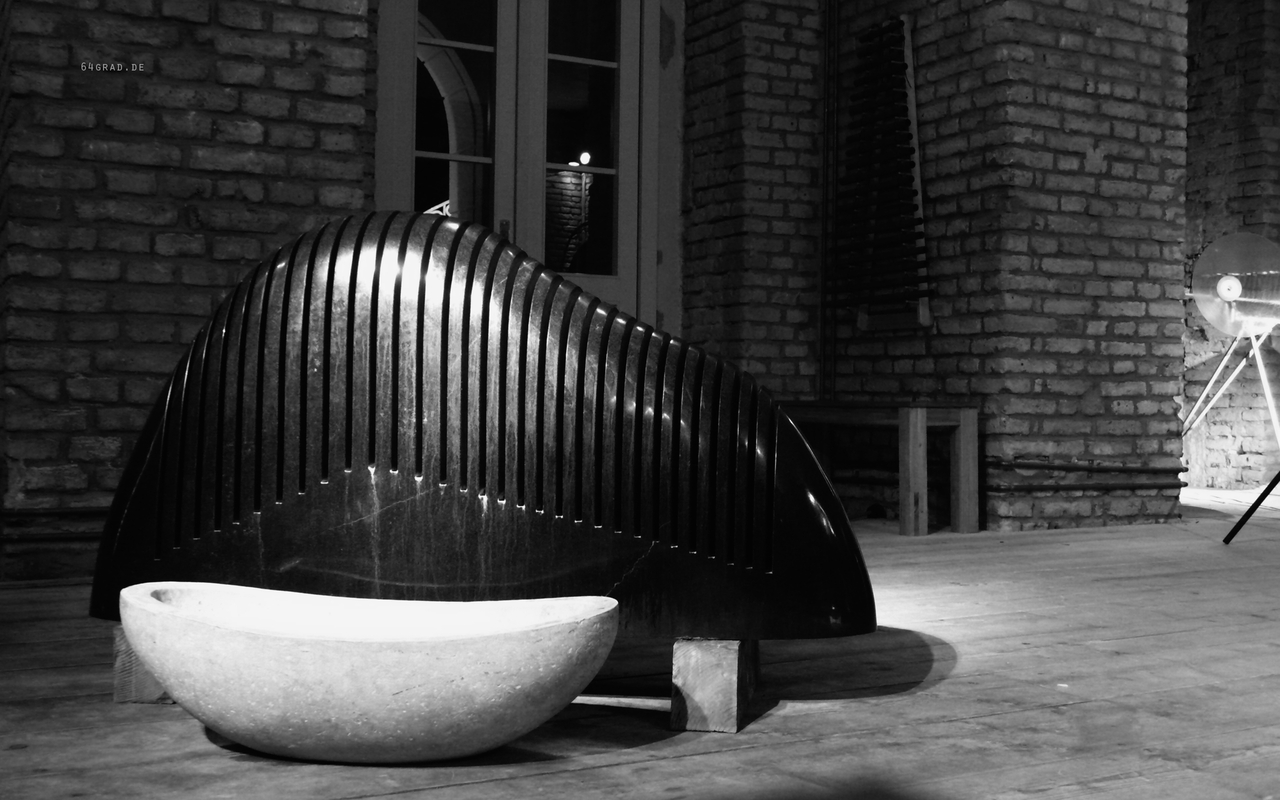
منحوتة ليثيوفون في قصر Schloss Freudenberg

آلة حجرية (بالإنجليزية: lithophone) (نقحرة: ليثيوفون) هو أي آلة موسيقية تتكون من صخرة أو قطع صخرية تضرب لتنتج نوطات موسيقية. يمكن تصويت النوطات في آن واحد (ما ينتج عنه انسجام) أو على التوالي (لحن). الليثيوفون هو إيديوفون يشبه آلات مثل الغلوكنشبيل والميقاع والخشبية والمارمبة.
في نظام تصنيف هورنبوستيل-ساكس، تاخد الآلات الحجرية رقم '111.22' لفئة ألواح الإيقاع المضروبة مباشرة.